# Vergabe- und Vertragsordnung für Bauleistungen

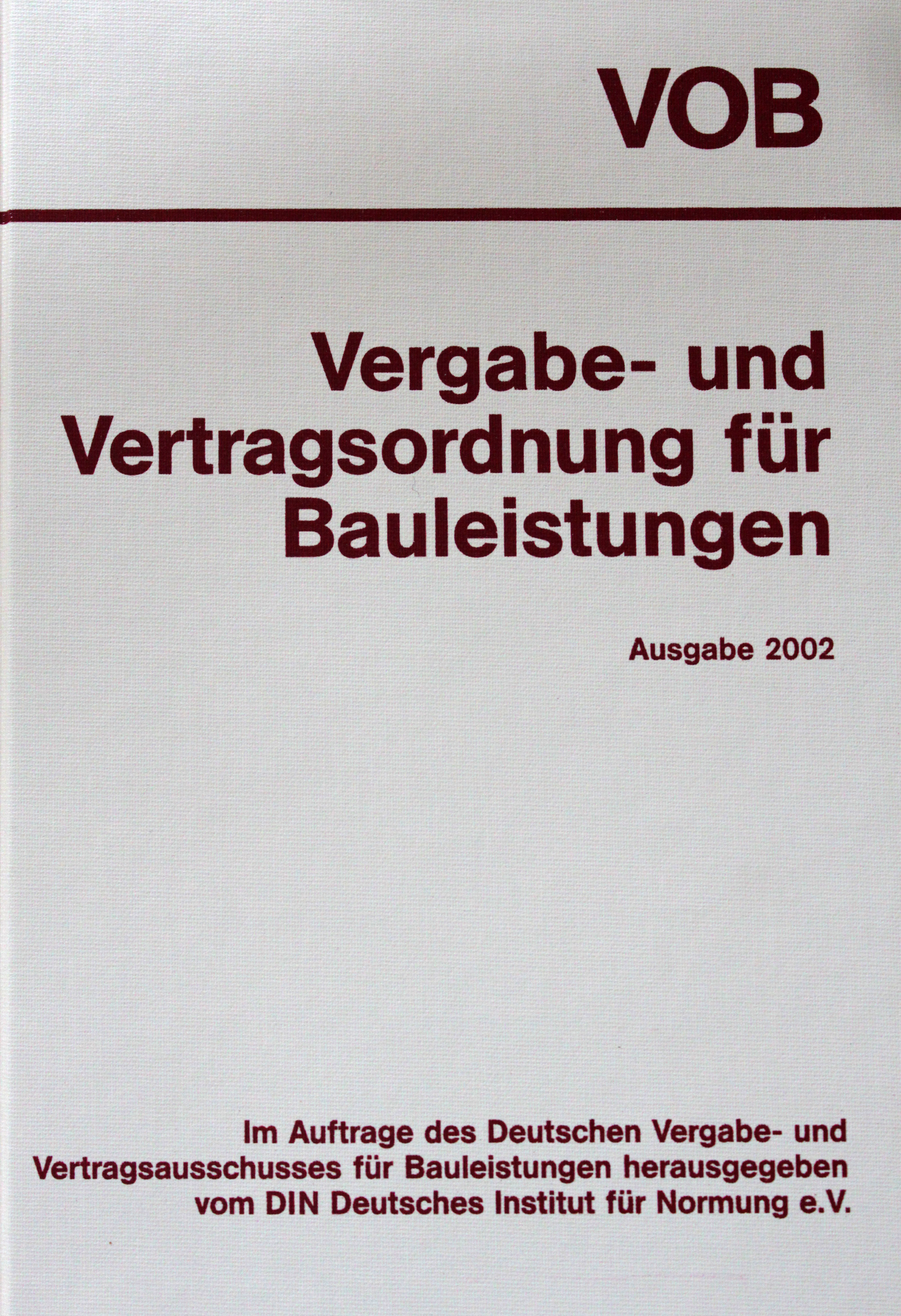
Buchdeckel der VOB 2002

Die Vergabe- und Vertragsordnung für Bauleistungen (VOB) ist ein vom Deutschen Vergabe- und Vertragsausschuss für Bauleistungen erarbeitetes und fortgeschriebenes dreiteiliges Regelwerk für die Vergabe von Bauaufträgen samt Vertragsbedingungen. Sie ist für Bauaufträge der öffentlichen Hand in Deutschland verpflichtend, wird aber auch bei privaten Bauverträgen vielfach angewandt.
Sie enthält in Teil A Allgemeine Bestimmungen für die Vergabe von Bauleistungen (durch öffentliche Auftraggeber) (abgekürzt VOB/A), in Teil B Allgemeine Vertragsbedingungen für die Ausführung von Bauleistungen (VOB/B) sowie in Teil C Allgemeine Technische Vertragsbedingungen für Bauleistungen (VOB/C) mit gewerkespezifischen technischen Vorschriften über die Ausführung und Abrechnung der jeweiligen Bauleistungen.

## Allgemeines
Die VOB betrifft ausschließlich Bauleistungen und ist ein paritätisch von Auftraggebern und Auftragnehmern im Bauwesen erarbeitetes Regelwerk, aber kein Gesetz und keine Rechtsverordnung.
Öffentliche Auftraggeber sind allerdings verpflichtet, Bauleistungen gemäß den Bestimmungen der VOB/A zu vergeben und den daraus folgenden Bauverträgen die VOB/B (und damit automatisch auch die VOB/C) zugrunde zulegen. Dies ergibt sich für Projekte oberhalb der Schwellenwerte aus der Vergabeverordnung und für Projekte unterhalb der Schwellenwerte aus Runderlassen der zuständigen Bundes- und Landesministerien und der Gebietskörperschaften wie Städte und Gemeinden.
Die VOB/B übernimmt im Bauvertrag die Funktion der Allgemeinen Geschäftsbedingungen (AGB) im Sinne der §§ 305 ff. BGB. Mit der VOB/B wurden auf die Herstellung von Bauwerken zugeschnittene Regeln für das Bauvertragsrecht aufgestellt, weil das allgemeine Werkvertragsrecht im BGB die komplexen Besonderheiten von Bauleistungen nicht ausreichend berücksichtigt. Die VOB/B wird deshalb häufig auch außerhalb des öffentlichen Bereichs bei Bauverträgen zwischen gewerblichen Unternehmen oder mit privaten Verbrauchern vereinbart, wobei letzteres voraussetzt, dass sie explizit als Vertragsbestandteil genannt wird und ihr vollständiger Text übermittelt wird.
2018 wurden im BGB neue Vertragstypen für Bauleistungen eingeführt (Bauvertrag, Verbraucherbauvertrag, Architekten- und Ingenieurvertrag, Bauträgervertrag), so dass das Bedürfnis nach einem eigens auf Bauleistungen zugeschnittenen Regelwerk abgenommen hat.

## Inhalt

### VOB/A: Allgemeine Bestimmungen für die Vergabe von Bauleistungen
Die VOB/A regelt die Vergabe von Bauaufträgen der öffentlichen Hand und von Sektorenauftraggebern. Sie unterscheidet dabei drei Bereiche: Nationale Vergabeverfahren, EU-Ausschreibungen und Verfahren im Bereich der Sektorenauftraggeber, für die unterschiedliche Verfahrensregeln gelten. Für diese Bereiche werden jeweils die möglichen Vergabearten und die jeweiligen Verfahren festgelegt. Mit der Ausgabe 2019 in Teil A liegt der Schwerpunkt im Unterschwellenbereich. Bereits im Zuge der Vergaberechtsreform 2016 wurden einige wesentliche Änderungen vorgenommen, um den erwünschten inhaltlichen Gleichlauf zwischen den verschiedenen Abschnitten der VOB/A herzustellen beziehungsweise zu wahren.

### VOB/B: Allgemeine Vertragsbedingungen für die Ausführung von Bauleistungen
Bei den Allgemeinen Vertragsbedingungen für die Ausführung von Bauleistungen handelt es sich um allgemeine Geschäftsbedingungen für Bauverträge. Da die für Bauverträge grundsätzlich geltenden Vorschriften des BGB über den Werkvertrag für viele der im Baurecht auftretenden Probleme keine spezifischen Lösungen bieten, besteht oft das Bedürfnis nach zusätzlichen Regelungen. So geht das Werkvertragsrecht des BGB eher von einem statischen Vertrag aus, während in der Bauvertragspraxis fast immer Anpassungen des Vertrags an die geänderten Umstände oder Wünsche des Auftraggebers notwendig sind. Hierfür wurde die VOB/B entwickelt. Diese muss von öffentlichen Auftraggebern zum Bestandteil des Bauvertrags gemacht werden. In der Praxis wird häufig auch von privaten Vertragsparteien in Bauverträgen die Geltung der VOB/B vereinbart.
Aufgrund ihres Charakters als allgemeine Geschäftsbedingungen unterliegen die VOB/B der besonderen Wirksamkeitskontrolle der §§ 307 ff. BGB. Es ist anerkannt, dass einige Regelungen der VOB/B die Voraussetzungen der Klauselverbote gem. § 308 und § 309 BGB bzw. des § 307 Absatz 1 und 2 BGB erfüllen und daher grundsätzlich nicht wirksam vereinbart werden können. Etwas anderes gilt jedoch, wenn die VOB/B gegenüber einem Unternehmer, einer juristischen Person des öffentlichen Rechts oder einem öffentlich-rechtlichen Sondervermögen verwendet werden. In diesem Fall sind die VOB/B von der AGB-Kontrolle befreit, sofern sie als Ganzes und ohne Änderungen verwendet werden. Begründet wird dies damit, dass sie einen ausgewogenen Ausgleich zwischen den Interessen des Auftragnehmers und denen des Auftraggebers schaffen. Bis zum 1. Januar  2009 ergab sich dies aus der Rechtsprechung des BGH. Seit dem 1. Januar 2009 entspricht dies der Regelung des neuen § 310 Absatz 1 Satz 3 BGB.

### VOB/C: Allgemeine Technische Vertragsbedingungen für Bauleistungen
Die VOB/C ist eine Sammlung von Allgemeinen Technischen Vertragsbedingungen (ATV), die auch als DIN-Normen herausgegeben wurden. Hierzu gehören die DIN 18299 (bzw. ATV DIN 18299) Allgemeine Regelungen für Bauarbeiten jeder Art als allgemeine Norm sowie eine Vielzahl spezieller Regelungen für einzelne Gewerke. Eine Übersicht über die Normen findet man in der Liste der DIN-Normen. Die einzelnen ATV beinhalten jeweils technische Vorschriften zum Aufstellen von Leistungsbeschreibungen, dem Geltungsbereich, zu den Stoffen und Bauteilen,  zur Ausführung, zu Nebenleistungen und besonderen Leistungen und zur Abrechnung. Der Bundesgerichtshof (BGH) hat im Juli 2006 entschieden, dass die Vorgaben der VOB Teil C wesentliche Auslegungskriterien für den Inhalt eines Bauvertrags beinhalten, mithin die VOB Teil C von besonderer Bedeutung im Baurecht ist. Gem. § 1 Abs. 2 Nr. 5 VOB/B geht die VOB Teil C bei Widersprüchen dem Teil B vor.
Insbesondere die Vorschriften zum Aufstellen der Leistungsbeschreibung, Nebenleistungen und besonderen Leistungen und zur Abrechnung stellen sicher, dass die Leistungen für die Unternehmen seriös und mit vertretbarem Aufwand kalkulierbar sind und stärken damit den Wettbewerb. VOB-gerechte Ausschreibungstexte werden u. a. durch den Gemeinsamen Ausschuss Elektronik im Bauwesen (GAEB) herausgegeben.
Wenn im Bauvertrag die Geltung der VOB/B vereinbart ist, wird nach § 1 Abs. 1 Satz 2 VOB/B auch die VOB/C Vertragsbestandteil.

## Geschichte
Die erste Ausgabe stammt von 1926. Seit 1947 gehört es zu den satzungsmäßigen Aufgaben des Deutschen Verdingungsausschusses (DVA) (heute: Deutscher Vergabe- und Vertragsausschuss für Bauleistungen), Grundsätze für die sachgerechte Vergabe und Abwicklung von Bauaufträgen zu erarbeiten und weiterzuentwickeln, insbesondere durch Fortschreibung der VOB.
Der DVA ist ein nichtrechtsfähiger Verein, dem als Mitglieder sowohl Vertreter der öffentlichen Hand (Bundesministerien, Landesministerien und kommunale Spitzenverbände) als auch Spitzenorganisationen der Auftragnehmer aus der Bauwirtschaft angehören. Seine Tätigkeit soll dem Ziel eines gerechten Ausgleichs zwischen den Interessen der Auftraggeber und der Bauunternehmer dienen.

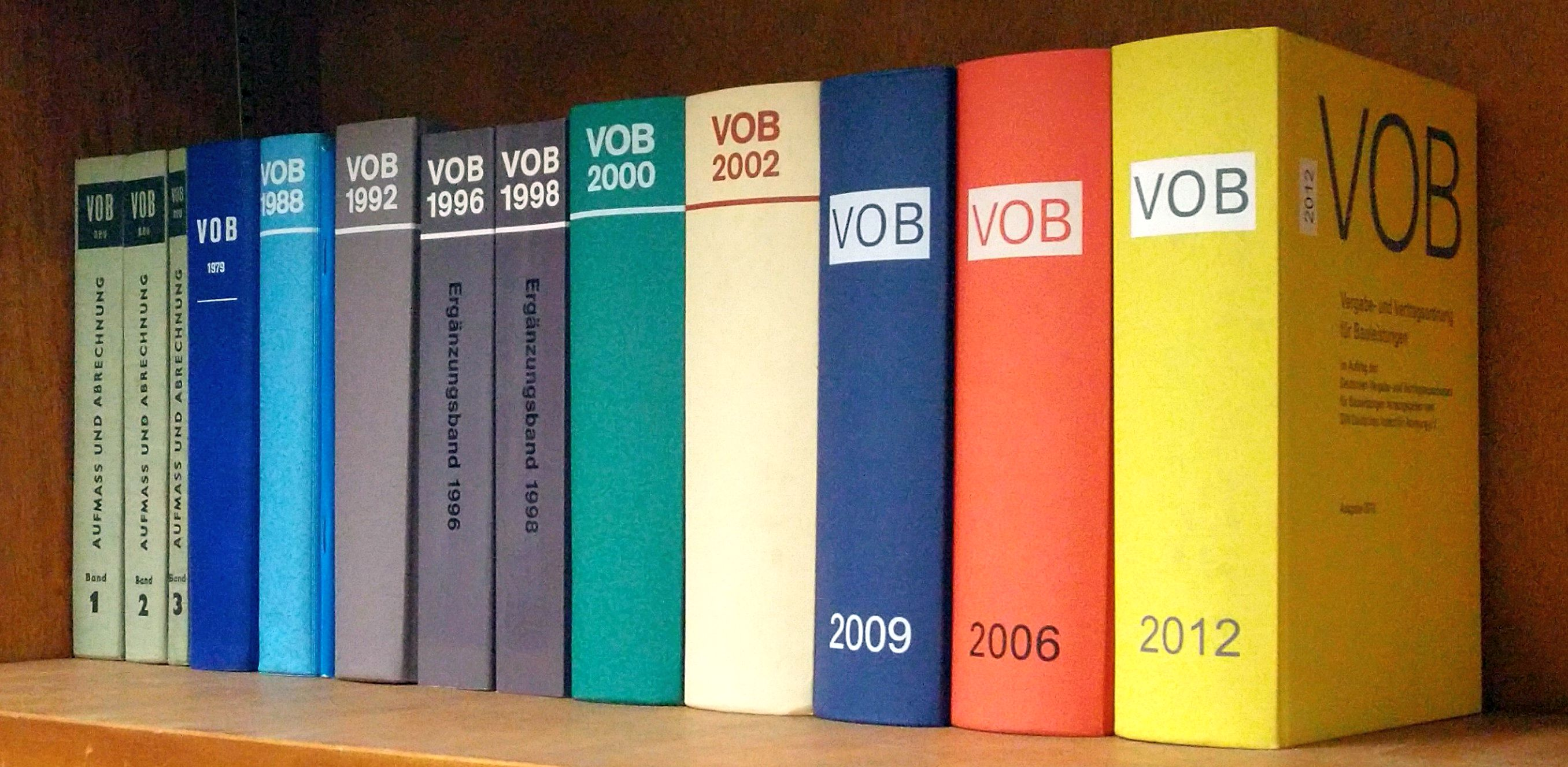
Gesamtausgaben der letzten 60 Jahre

In den Jahren 1952, 1973, 1979, 1988, 1990, 1992, 1996, 1998, 2000 und 2002/2005 wurden jeweils neue Ausgaben bzw. Ergänzungsbände zur jeweiligen Ausgabe der VOB herausgegeben. Erhebliche Änderungen enthalten die Ausgabe von 2000 sowie die Ausgabe von 2002, die insbesondere der Anpassung an das Gesetz zur Modernisierung des Schuldrechts dient.
Im Jahr 2006 wurde eine geänderte Fassung der VOB veröffentlicht (Bekanntmachung vom 20. März 2006, Bundesanzeiger Nr. 94a vom 18. Mai 2006 bzw. Bekanntmachung vom 4. September 2006, BAnz. Nr. 196a vom 18. Oktober 2006). Im Bereich der VOB/A diente diese dazu, die VOB an die EG-Richtlinien 2004/17/EG und 2004/18/EG anzupassen.
Mit der VOB 2009 wurde insbesondere der Teil A weitreichenden Änderungen unterworfen. Eine weitere Ausgabe erfolgte 2012 und 2016.
Die neue VOB Gesamtausgabe 2019 hat mit Bekanntmachung vom 31. Januar 2019 (BAnz AT 19. Februar 2019 B2) die Version von 2016 ersetzt. Mit der Ausgabe 2019 werden Änderungen in Teil A und Teil C gültig.

## Umbenennung
Der DVA hat sich im Jahr 2000 umbenannt in Deutscher Vergabe- und Vertragsausschuss für Bauleistungen. Entsprechend trägt auch die VOB seit der Ausgabe des Jahres 2002 nunmehr die Bezeichnung Vergabe- und Vertragsordnung für Bauleistungen. Zuvor hieß die VOB Vergabe- und Verdingungsordnung.